# 앨버트 래스커 기초 의학 연구상
앨버트 래스커 기초 의학 연구상(영어: Albert Lasker Award for Basic Medical Research)은 1946년에 제정된 래스커 재단에서 수여하는 국제적인 의학상 중의 하나로 인간의 장애나 죽음의 원인을 규명하기 위한 기술·정보·개념을 가져올 수 있는 기초적인 발견에 기여한 과학자를 대상으로 한다.

## 역대 수상자
| 연도     | 수상자        | 수상자                                                    | 국적                            | 수상 사유·업적 |               |
| -------- | ------------- | --------------------------------------------------------- | ------------------------------- | --- | ------------- |
| 1940년대 |               |                                                           |                                 | |               |
| 1946년   |               | 칼 퍼디낸드 코리 Carl Ferdinand Cori                      | 미국 ( 체코 출신)               | 탄수화물의 대사 경로(코리 회로)를 규명 |               |
| 1947년   |               | 오즈월드 에이버리 Oswald Avery                            | 미국 ( 캐나다 출신)             | 세균의 화학 조성에 관한 연구 |               |
| 1947년   |               | 호머 W. 스미스 Homer W. Smith                             | 미국                            | 순환계통 및 신장의 생리학에 관한 연구 |               |
| 1948년   |               | 빈센트 뒤비뇨 Vincent du Vigneaud                         | 미국                            | 동물의 영양 흡수에 있어서 메틸기 전이에 관한 연구와 바이오틴 및 페니실린 합성에 관한 연구                                                                   |               |
| 1948년   |               | 셀먼 에이브러햄 왁스먼 Selman Waksman                     | 미국 ( 우크라이나 출신)         | 토양미생물의 항균 활성에 관한 연구 및 스트렙토마이신의 발견                                                                                                 |               |
| 1948년   |               | 르네 뒤보스 René Dubos                                    | 미국 ( 프랑스 출신)             | 토양미생물의 항균 활성에 관한 연구 및 스트렙토마이신의 발견                                                                                                 |               |
| 1949년   |               | 앙드레 프레데리크 쿠르낭 André Frédéric Cournand          | 미국 ( 프랑스 출신)             | 심혈관질환에 관한 연구 및 심장카테터법을 개발 |               |
| 1949년   |               | 윌리엄 S. 틸렛 William S. Tillett                         | 미국                            | 스트렙토키나제 발견과 단리 |               |
| 1949년   |               | L. 로열 크리스텐슨 L. Royal Christensen                   | 미국                            | 스트렙토키나제 발견과 단리 |               |
| 1950년대 |               |                                                           |                                 | |               |
| 1950년   |               | 조지 웰스 비들 George Wells Beadle                        | 미국                            | 대사 과정 조절에 있어서 유전자의 중요성에 대한 기초 연구 |               |
| 1951년   |               | 카를 프리드리히 마이어 Karl Friedrich Meyer               | 미국 ( 스위스 출신)             | 기생충학의 공헌 |               |
| 1952년   |               | 프랭크 맥팔레인 버넷 Frank Macfarlane Burnet              | 오스트레일리아                  | 바이러스의 유전 정보 전달에 관한 연구 |               |
| 1953년   |               | 핸스 애돌프 크레브스 Hans Adolf Krebs                     | 영국 ( 독일 출신)               | 요소 회로 및 TCA 회로의 발견 |               |
| 1953년   |               | 마이클 하이델베르크 Michael Heidelberger                  | 미국                            | 면역화학적정량법에 관한 새로운 분야의 개발 |               |
| 1953년   |               | 조지 월드 George Wald                                     | 미국                            | 시각의 생리·화학적 과정을 발견 |               |
| 1954년   |               | 에드윈 B. 애스트우드 Edwin B. Astwood                     | 미국                            | 갑상샘과다증 치료법 개발로 이어지는 내분비 기능의 기본적 이해에 대한 공헌                                                                                   |               |
| 1954년   |               | 존 프랭클린 엔더스 John Franklin Enders                   | 미국                            | 소아마비·볼거리·홍역의 원인 바이러스의 배양법 확립 |               |
| 1954년   |               | 센트죄르지 얼베르트 Albert Szent-Györgyi                  | 미국 ( 헝가리 출신)             | 액토미오신 발견을 포함한 심혈관질환에 관한 연구 |               |
| 1955년   |               | 칼 폴 링크 Karl Paul Link                                 | 미국                            | 혈전의 형성기서 규명 및 혈전증 치료법 개발 |               |
| 1955년   |               | 칼 J. 위거스 Carl J. Wiggers                              | 미국                            | 심혈관계의 생리학에 대한 연구 |               |
| 1956년   |               | 카를 마이어 Karl Meyer                                    | 독일                            | 관절염·류머티즘에 대한 새로운 이해를 가져오는 결합 조직의 구성 요소에 대한 연구                                                                             |               |
| 1956년   |               | 프랜시스 O. 슈밋 Francis O. Schmitt                       | 미국                            | 관절염·류머티즘에 대한 새로운 이해를 가져오는 결합 조직의 구성 요소에 대한 연구                                                                             |               |
| 1957년   |               | 아이작 스타 Isaac Starr                                   | 미국                            | 심장과 순환계통에 관한 기초 연구 및 심탄계 개발 |               |
| 1958년   |               | 프랜시스 페이턴 라우스 Francis Peyton Rous                | 미국                            | 발암의 원인, 항체의 기원 및 혈구 산생과 파괴의 메커니즘에 관한 새로운 지식 획득에 기여                                                                      |               |
| 1958년   |               | 시어도어 퍽 Theodore Puck                                 | 미국                            | 포유류 세포의 순수배양법 개발 |               |
| 1958년   |               | 앨프리드 허시 Alfred Hershey                              | 미국                            | 바이러스의 복제 메커니즘 및 유전자 구조에 관한 연구 |               |
| 1958년   |               | 게르하르트 슈람 Gerhard Schramm                           | 독일                            | 바이러스의 복제 메커니즘 및 유전자 구조에 관한 연구 |               |
| 1958년   |               | 하인즈 프렌켈콘라트 Heinz Fraenkel-Conrat                 | 미국 ( 독일 출신)               | 바이러스의 복제 메커니즘 및 유전자 구조에 관한 연구 |               |
| 1958년   |               | 어바인 페이지 Irvine Page                                 | 미국                            | 고혈압의 기본기구 규명에 막대한 기여 |               |
| 1959년   |               | 앨버트 쿤스 Albert Coons                                  | 미국                            | 감염증 연구의 유용한 수단이 된 면역형광법 개발 |               |
| 1959년   |               | 줄스 T. 프로인드 Jules T. Freund                          | 미국 ( 헝가리 출신)             | 결핵, 말라리아, 광견병, 소아마비 등에 대한 면역학·알레르기 분야에서의 새로운 발견                                                                           |               |
| 1960년대 |               |                                                           |                                 | |               |
| 1960년   |               | 에른스트 루스카 Ernst Ruska                               | 독일                            | 전자현미경 개발 |               |
| 1960년   |               | 제임스 힐리어 James Hillier                               | 캐나다                          | 전자현미경 개발 |               |
| 1960년   |               | 제임스 V. 닐 James V. Neel                                | 미국                            | 인간 유전학 연구의 발전에 대한 공헌 및 지중해빈혈·겸형 적혈구 빈혈증에 관한 연구                                                                            |               |
| 1960년   |               | 라이어널 펜로즈 Lionel Penrose                            | 영국                            | 인간 유전학 연구의 발전에 대한 공헌 및 지중해빈혈·겸형 적혈구 빈혈증에 관한 연구                                                                            |               |
| 1960년   |               | 모리스 윌킨스 Maurice Wilkins                             | 영국                            | DNA 구조 해명에 기여 |               |
| 1960년   |               | 프랜시스 크릭 Francis Crick                               | 영국                            | DNA 구조 해명에 기여 |               |
| 1960년   |               | 제임스 D. 왓슨 James D. Watson                            | 미국                            | DNA 구조 해명에 기여 |               |
| 1961년   | (수상자 없음) | (수상자 없음)                                             | (수상자 없음)                   | (수상자 없음) | (수상자 없음) |
| 1962년   |               | 리줘하오 Choh Hao Li                                      | 미국 중화민국                   | 6종류 호르몬의 분리 분류를 포함한 뇌하수체전엽 유래 호르몬의 화학적 특성 이해를 규명                                                                        |               |
| 1963년   |               | 라이먼 C. 크레이그 Lyman C. Craig                         | 미국                            | 화학 물질의 분리 방법 개발 및 항생물질의 구조 연구 |               |
| 1964년   |               | 레나토 둘베코 Renato Dulbecco                             | 미국 ( 이탈리아 출신)           | 종양 바이러스와 세포 유전물질의 상호작용 발견 |               |
| 1964년   |               | 해리 M. 루빈 Harry M. Rubin                               | 미국                            | 종양 바이러스와 세포 유전물질의 상호작용 발견 |               |
| 1965년   |               | 로버트 W. 홀리 Robert W. Holley                           | 미국                            | 아미노산 운반 RNA(Amino acid transfer RNA)의 화학 구조 결정                                                                                                 |               |
| 1966년   |               | 조지 에밀 펄레이드 George Emil Palade                     | 미국 ( 루마니아 출신)           | 전자현미경을 통한 세포생물학에 대한 연구 |               |
| 1967년   |               | 버나드 베릴 브로디 Bernard Beryl Brodie                   | 영국                            | 아세트아닐리드, 프로카인아미드의 연구를 포함한 생화학적 약리학에서의 공헌                                                                                   |               |
| 1968년   |               | 하르 고빈드 코라나 Har Gobind Khorana                     | 미국 ( 인도 (현 파키스탄) 출신) | 코돈 해독에 대한 기여 |               |
| 1968년   |               | 마셜 워런 니런버그 Marshall Warren Nirenberg              | 미국                            | 코돈 해독에 대한 기여 |               |
| 1968년   |               | 윌리엄 F. 윈들 William F. Windle                          | 미국                            | 뇌에 대한 상해와 그 영향에 대한 연구를 포함하는 발생 생물학에 있어서의 기본 원리의 발견                                                                     |               |
| 1969년   |               | 로버트 브루스 메리필드 Robert Bruce Merrifield            | 미국                            | 단백질과 고체상합성법 개발 |               |
| 1970년대 |               |                                                           |                                 | |               |
| 1970년   |               | 얼 윌버 서덜랜드 Earl Wilbur Sutherland Jr.               | 미국                            | 고리형 아데노신 일인산(cAMP)및 그 호르몬 작용 기서에서의 중요한 역할 발견                                                                                   |               |
| 1971년   |               | 시모어 벤저 Seymour Benzer                                | 미국                            | 분자유전학에 대한 기여 |               |
| 1971년   |               | 시드니 브레너 Sydney Brenner                              | 남아프리카 공화국               | 분자유전학에 대한 기여 |               |
| 1971년   |               | 찰스 야노프스키 Charles Yanofsky                          | 미국                            | 분자유전학에 대한 기여 |               |
| 1972년   | (수상자 없음) | (수상자 없음)                                             | (수상자 없음)                   | (수상자 없음) | (수상자 없음) |
| 1973년   | (수상자 없음) | (수상자 없음)                                             | (수상자 없음)                   | (수상자 없음) | (수상자 없음) |
| 1974년   |               | 루드윅 그로스 Ludwik Gross                                | 미국 ( 폴란드 출신)             | 포유류의 백혈병 바이러스·온코바이러스의 발견 및 그 생물학적·역학적 평가                                                                                     |               |
| 1974년   |               | 하워드 E. 스키퍼 Howard E. Skipper                        | 미국                            | 항암 화학요법 확립에 대한 기여 |               |
| 1974년   |               | 솔 스피걸먼 Sol Spiegelman                                | 미국                            | 분자 핵산혼성화 방법의 개발 |               |
| 1974년   |               | 하워드 마틴 테민 Howard Martin Temin                      | 미국                            | RNA 종양 바이러스의 생물학적 특성 및 작용 기서에 대한 연구                                                                                                  |               |
| 1975년   |               | 로제 기유맹 Roger Guillemin                               | 프랑스                          | 시상하부와 내분비계통의 상호 작용에 대한 지식의 확대 |               |
| 1975년   |               | 앤드루 섈리 Andrew Schally                                | 미국 ( 폴란드 출신)             | 시상하부와 내분비계통의 상호 작용에 대한 지식의 확대 |               |
| 1975년   |               | 프랭크 J. 딕슨 Frank J. Dixon                             | 미국                            | 새로운 의학 분야로서의 면역병리학 도입에 대한 기여 |               |
| 1975년   |               | 헨리 컹클 Henry Kunkel                                    | 미국                            | 새로운 의학 분야로서의 면역병리학 도입에 대한 기여 |               |
| 1976년   |               | 로절린 서스먼 얠로 Rosalyn Sussman Yalow                  | 미국                            | 방사면역측정법의 원리 발견 및 기술개발 |               |
| 1977년   |               | 수네 베리스트룀 Sune Bergström                            | 스웨덴                          | 프로스타글란딘의 분리 및 화학적 결정의 성과 |               |
| 1977년   |               | 벵트 I. 사무엘손 Bengt I. Samuelsson                      | 스웨덴                          | 프로스타글란딘 생합성·대사 기구의 해석 및 측정 기법의 개발에 있어서 뛰어난 업적                                                                             |               |
| 1977년   |               | 존 로버트 베인 John Robert Vane                           | 영국                            | 혈전 형성 저해 작용을 가진 에이코사노이드의 1종, 프로스타사이클린의 발견                                                                                    |               |
| 1978년   |               | 한스 코스털리츠 Hans Kosterlitz                           | 영국 ( 독일 출신)               | 오피오이드 수용체와 내인성 엔케팔린과의 관계를 명확히 밝힘                                                                                                  |               |
| 1978년   |               | 존 휴스 John Hughes                                       | 영국                            | 엔케팔린의 특이구조 결정과 그 기원의 동정 |               |
| 1978년   |               | 솔로몬 H. 스나이더 Solomon H. Snyder                      | 미국                            | 오피오이드 수용체 발견 및 엔케팔린과의 상호 작용에 관한 선구적 업적                                                                                         |               |
| 1979년   |               | 월터 길버트 Walter Gilbert                                | 미국                            | 고속 DNA 염기서열화를 가능케하는 신기술 개발 |               |
| 1979년   |               | 프레더릭 생어 Frederick Sanger                            | 영국                            | 고속 DNA 염기서열화를 가능케하는 신기술 개발 |               |
| 1979년   |               | 로저 울컷 스페리 Roger Wolcott Sperry                     | 미국                            | 고속 DNA 염기서열화를 가능케하는 신기술 개발 |               |
| 1980년대 |               |                                                           |                                 | |               |
| 1980년   |               | 폴 버그 Paul Berg                                         | 미국                            | 재조합 DNA 기술 개발 |               |
| 1980년   |               | 허버트 보이어 Herbert Boyer                               | 미국                            | 효소·플라스미드·DNA합성으로의 재조합 DNA 기술을 응용 |               |
| 1980년   |               | 스탠리 노먼 코언 Stanley Norman Cohen                     | 미국                            | 재조합 DNA 기술에 대한 광범위한 기여 및 세포 사이의 유전자 이식 개발                                                                                        |               |
| 1980년   |               | A. 데일 카이저 A. Dale Kaiser                             | 미국                            | 1본쇄 DNA 연구를 통해 재조합 DNA 기술 개발에 대한 결정적 역할                                                                                               |               |
| 1981년   |               | 바버라 매클린톡 Barbara McClintock                        | 미국                            | DNA내에서의 위치를 이동할 수 있는 염기서열(트랜스포존)을 발견                                                                                               |               |
| 1982년   |               | 존 마이클 비숍 John Michael Bishop                        | 미국                            | 암유전자 해석 및 그것들이 정상 세포에 존재한다는 것을 발견                                                                                                  |               |
| 1982년   |               | 레이먼드 L. 에릭슨 Raymond L. Erikson                     | 미국                            | 암유전자에 의해 만들어지는 단백질의 동정 및 기능 해석 |               |
| 1982년   |               | 하나후사 히데사부로 Hidesaburo Hanafusa                   | 일본                            | RNA 종양 바이러스로 인한 발암기구 및 바이러스 게놈 내에 존재하는 암유전자의 역할에 관한 연구                                                                |               |
| 1982년   |               | 해럴드 엘리엇 바머스 Harold Elliot Varmus                 | 미국                            | 세포성 암유전자와 그 제어에 관한 연구 |               |
| 1982년   |               | 로버트 갤로 Robert Gallo                                  | 미국                            | 백혈병·림프종의 원인이 되는 RNA 종양 바이러스를 발견 |               |
| 1983년   |               | 에릭 캔들 Eric Kandel                                     | 미국                            | 세포생물학적 기술을 적용한 학습과 기억의 메커니즘을 규명 |               |
| 1983년   |               | 버넌 벤저민 마운트캐슬 Vernon Benjamin Mountcastle        | 미국                            | 뇌에 있어서의 정보 파악과 구성, 지각자극을 행동으로 변환하는 능력에 관한 발견                                                                               |               |
| 1984년   |               | 마이클 포터 Michael Potter                                | 미국                            | 혼성세포 제작에 길을 터 준 항체에 관한 기초 연구 |               |
| 1984년   |               | 세사르 밀스테인 César Milstein                            | 영국 아르헨티나                 | 혼성세포 제작의 첫 성공 |               |
| 1984년   |               | 게오르게스 J. F. 쾰러 Georges J. F. Köhler                | 독일                            | 골수종 세포를 이용한 혼성세포 제작의 성공 |               |
| 1985년   |               | 마이클 스튜어트 브라운 Michael Stuart Brown               | 미국                            | 심혈관계 질환 치료를 위한 새로운 길을 여는 콜레스테롤 대사 조절에 대한 연구                                                                                 |               |
| 1985년   |               | 조지프 L. 골드스타인 Joseph L. Goldstein                  | 미국                            | 심혈관계 질환 치료를 위한 새로운 길을 여는 콜레스테롤 대사 조절에 대한 연구                                                                                 |               |
| 1986년   |               | 리타 레비몬탈치니 Rita Levi-Montalcini                    | 이탈리아                        | 세포 성장을 촉진하는 성장 인자(NGF)의 발견 |               |
| 1986년   |               | 스탠리 코언 Stanley Cohen                                 | 미국                            | 상피세포증식인자(EGF)의 발견 및 생화학적 해석 |               |
| 1987년   |               | 리로이 후드 Leroy Hood                                    | 미국                            | 면역계 체세포 재조합에 관한 연구 |               |
| 1987년   |               | 필립 레더 Philip Leder                                    | 미국                            | 발암에 대한 유전학적 연구와 유전자변형동물을 개발 |               |
| 1987년   |               | 도네가와 스스무 Susumu Tonegawa                           | 일본                            | 다양한 항체를 생성하는 유전학적 원리 규명 |               |
| 1988년   |               | 토머스 체크 Thomas Cech                                   | 미국                            | RNA에 의한 촉매 기능 연구 |               |
| 1988년   |               | 필립 앨런 샤프 Phillip Allen Sharp                        | 미국                            | RNA 스플라이싱 기구에 관한 일련의 발견 |               |
| 1989년   |               | 마이클 베리지 Michael Berridge                            | 영국                            | 이노시톨트리스인산(IP3)에 의한 세포내 칼슘 농도 조절 및 세포 활동 제어 기구에 관한 연구                                                                     |               |
| 1989년   |               | 앨프리드 G. 길먼 Alfred G. Gilman                         | 미국                            | 세포내 신호 전달의 선구적 연구 및 주요 조절 인자인 G단백질의 발견                                                                                           |               |
| 1989년   |               | 에드윈 G. 크레브스 Edwin G. Krebs                         | 미국                            | 효소 활성화에 있어서 인산화의 중요성 및 단백질키나아제 역할에 관한 발견                                                                                     |               |
| 1989년   |               | 니시즈카 야스토미 Yasutomi Nishizuka                      | 일본                            | 신호 전달 경로 규명에 대한 공헌과 발암 물질에 의한 단백질키나아제C 활성화를 통한 세포 증식 유도의 발견                                                      |               |
| 1990년대 |               |                                                           |                                 | |               |
| 1990년   | (수상자 없음) | (수상자 없음)                                             | (수상자 없음)                   | (수상자 없음) | (수상자 없음) |
| 1991년   |               | 에드워드 B. 루이스 Edward B. Lewis                        | 미국                            | 혹스 유전자 역할을 규명하고 현대의 배발생 연구로의 길을 개척한 Bithorax 복합체의 기초 연구                                                                  |               |
| 1991년   |               | 크리스티아네 뉘슬라인폴하르트 Christiane Nüsslein-Volhard | 독일                            | 생물의 기본적인 몸의 구조를 만들기 위한 유전자 발견을 이끌었고 생물학에 대한 새로운 분야를 개척                                                             |               |
| 1992년   | (수상자 없음) | (수상자 없음)                                             | (수상자 없음)                   | (수상자 없음) | (수상자 없음) |
| 1993년   |               | 권터 블로벨 Günter Blobel                                 | 독일                            | 시그널 펩타이드에 의한 세포내 단백질 이동 경로를 발견 |               |
| 1994년   |               | 스탠리 B. 프루시너 Stanley B. Prusiner                    | 미국                            | 신경변성 질환의 원인이 되는 새로운 유형의 감염 인자(프리온)를 발견                                                                                          |               |
| 1995년   |               | 피터 C. 도허티 Peter C. Doherty                           | 오스트레일리아                  | 주조직 적합성 복합체(MHC)의 구속성 발견 |               |
| 1995년   |               | 잭 L. 스트로밍거 Jack L. Strominger                       | 미국                            | MHC 클래스I·클래스II 단백질 및 그 펩티드 복합체의 단리와 구조를 규명                                                                                        |               |
| 1995년   |               | 에밀 R. 우나누에 Emil R. Unanue                           | 쿠바                            | MHC 펩티드 결합과 항원제시에 관한 독창적인 발견 |               |
| 1995년   |               | 돈 크레이그 와일리 Don Craig Wiley                        | 미국                            | MHC 및 항체 복합체의 3차원 구조의 가시화 |               |
| 1995년   |               | 롤프 M. 칭커나겔 Rolf M. Zinkernagel                      | 스위스                          | MHC 구속성 및 altered-self hypothesis에 관한 중요한 발견 |               |
| 1996년   |               | 로버트 F. 퍼치곳 Robert F. Furchgott                      | 미국                            | 내피세포유래이완인자(EDRF)의 발견 및 심혈관계 질환 치료와의 관련 연구                                                                                       |               |
| 1996년   |               | 페리드 뮤라드 Ferid Murad                                 | 미국                            | EDRF로서의 일산화 질소 발견 및 사이클릭 GMP를 통한 신호 전달 경로의 해명                                                                                    |               |
| 1997년   |               | 마크 프타슈네 Mark Ptashne                                | 미국                            | 전사인자에 의한 유전자 발현 기구의 규명 |               |
| 1998년   |               | 릴런드 H. 하트웰 Leland H. Hartwell                       | 미국                            | 효모·개구리·인간 등 모든 진핵생물에 공통되는 세포 분열 조절 기구에 관한 연구                                                                                |               |
| 1998년   |               | 마스이 요시오 Yoshio Masui                                | 일본                            | 효모·개구리·인간 등 모든 진핵생물에 공통되는 세포 분열 조절 기구에 관한 연구                                                                                |               |
| 1998년   |               | 폴 너스 Paul Nurse                                        | 영국                            | 효모·개구리·인간 등 모든 진핵생물에 공통되는 세포 분열 조절 기구에 관한 연구                                                                                |               |
| 1999년   |               | 클레이 암스트롱 Clay Armstrong                            | 미국                            | 세포의 막 전위를 제어하는 이온 통로의 기능과 구조의 규명 |               |
| 1999년   |               | 버틸 힐 Bertil Hille                                      | 미국                            | 세포의 막 전위를 제어하는 이온 통로의 기능과 구조의 규명 |               |
| 1999년   |               | 로더릭 매키넌 Roderick MacKinnon                          | 미국                            | 세포의 막 전위를 제어하는 이온 통로의 기능과 구조의 규명 |               |
| 2000년대 |               |                                                           |                                 | |               |
| 2000년   |               | 아론 치에하노베르 Aaron Ciechanover                       | 이스라엘                        | 유비퀴틴을 통한 단백질 분해 경로 발견 |               |
| 2000년   |               | 아브람 헤르슈코 Avram Hershko                             | 이스라엘                        | 유비퀴틴을 통한 단백질 분해 경로 발견 |               |
| 2000년   |               | 알렉산더 바르샤브스키 Alexander Varshavsky                | 미국 ( 러시아 출신)             | 유비퀴틴을 통한 단백질 분해 경로 발견 |               |
| 2001년   |               | 마리오 카페키 Mario Capecchi                              | 미국 ( 이탈리아 출신)           | 생쥐의 배아줄기세포를 이용한 유전자 적중법을 발견 |               |
| 2001년   |               | 마틴 에번스 Martin Evans                                  | 영국                            | 생쥐의 배아줄기세포를 이용한 유전자 적중법을 발견 |               |
| 2001년   |               | 올리버 스미시스 Oliver Smithies                           | 미국 ( 영국 출신)               | 생쥐의 배아줄기세포를 이용한 유전자 적중법을 발견 |               |
| 2002년   |               | 제임스 로스먼 James Rothman                               | 미국                            | 세포 내막 수송(소포 수송) 조절 기구의 발견 |               |
| 2002년   |               | 랜디 셰크먼 Randy Schekman                                | 미국                            | 세포 내막 수송(소포 수송) 조절 기구의 발견 |               |
| 2003년   |               | 로버트 G. 로더 Robert G. Roeder                           | 미국                            | 진핵생물인 RNA 중합효소와 전사 기구에 대한 선구적인 연구 |               |
| 2004년   |               | 피에르 샹봉 Pierre Chambon                                | 프랑스                          | 배발생과 다양한 대사회로 조절에 관여하는 핵 수용체 발견 |               |
| 2004년   |               | 로널드 M. 에번스 Ronald M. Evans                          | 미국                            | 배발생과 다양한 대사회로 조절에 관여하는 핵 수용체 발견 |               |
| 2004년   |               | 엘우드 V. 젠슨 Elwood V. Jensen                           | 미국                            | 배발생과 다양한 대사회로 조절에 관여하는 핵 수용체 발견 |               |
| 2005년   |               | 어니스트 매컬러 Ernest McCulloch                          | 캐나다                          | 조혈모세포의 발견 |               |
| 2005년   |               | 제임스 틸 James Till                                      | 캐나다                          | 조혈모세포의 발견 |               |
| 2006년   |               | 엘리자베스 블랙번 Elizabeth Blackburn                     | 미국 오스트레일리아             | 텔로미어를 늘려 게놈의 안정성을 유지하는 효소·텔로머레이스를 발견                                                                                           |               |
| 2006년   |               | 캐럴 W. 그라이더 Carol W. Greider                         | 미국                            | 텔로미어를 늘려 게놈의 안정성을 유지하는 효소·텔로머레이스를 발견                                                                                           |               |
| 2006년   |               | 잭 쇼스택 Jack W. Szostak                                 | 미국                            | 텔로미어를 늘려 게놈의 안정성을 유지하는 효소·텔로머레이스를 발견                                                                                           |               |
| 2007년   |               | 랠프 M. 스타인먼 Ralph M. Steinman                        | 캐나다                          | 면역계의 중요한 요소인 수지상 세포의 발견 |               |
| 2008년   |               | 빅터 앰브로스 Victor Ambros                               | 미국                            | 동식물의 유전자 발현을 조절하는 미세한 RNA(마이크로 RNA) 발견                                                                                               |               |
| 2008년   |               | 데이비드 볼콤 David Baulcombe                             | 영국                            | 동식물의 유전자 발현을 조절하는 미세한 RNA(마이크로 RNA) 발견                                                                                               |               |
| 2008년   |               | 게리 루브컨 Gary Ruvkun                                   | 미국                            | 동식물의 유전자 발현을 조절하는 미세한 RNA(마이크로 RNA) 발견                                                                                               |               |
| 2009년   |               | 존 거든 John Gurdon                                       | 영국                            | 분화된 성숙세포를 초기 줄기세포로 유도하는 세포핵 리프로그래밍(nuclear reprogramming)에 관한 발견                                                           |               |
| 2009년   |               | 야마나카 신야 Shinya Yamanaka                             | 일본                            | 분화된 성숙세포를 초기 줄기세포로 유도하는 세포핵 리프로그래밍(nuclear reprogramming)에 관한 발견                                                           |               |
| 2010년대 |               |                                                           |                                 | |               |
| 2010년   |               | 더글러스 L. 콜먼 Douglas L. Coleman                       | 캐나다                          | 식욕과 체중을 조절하는 호르몬인 렙틴 발견 |               |
| 2010년   |               | 제프리 M. 프리드먼 Jeffrey M. Friedman                    | 미국                            | 식욕과 체중을 조절하는 호르몬인 렙틴 발견 |               |
| 2011년   |               | 프란츠울리히 하르틀 Franz-Ulrich Hartl                    | 독일                            | 단백질의 접힘 기구에 관한 발견 |               |
| 2011년   |               | 아서 L. 호리치 Arthur L. Horwich                          | 미국                            | 단백질의 접힘 기구에 관한 발견 |               |
| 2012년   |               | 마이클 시츠 Michael Sheetz                                | 미국                            | 세포내에서의 운반, 근수축 및 세포의 이동을 가능하게 하는 운동단백질에 관한 발견                                                                             |               |
| 2012년   |               | 제임스 스푸디치 James Spudich                             | 미국                            | 세포내에서의 운반, 근수축 및 세포의 이동을 가능하게 하는 운동단백질에 관한 발견                                                                             |               |
| 2012년   |               | 로널드 베일 Ronald Vale                                   | 미국                            | 세포내에서의 운반, 근수축 및 세포의 이동을 가능하게 하는 운동단백질에 관한 발견                                                                             |               |
| 2013년   |               | 리처드 셸러 Richard Scheller                              | 미국                            | 신경전달물질의 급속한 방출의 기초가 되는 분자 기구 및 조절 시스템에 관한 발견                                                                               |               |
| 2013년   |               | 토마스 C. 쥐트호프 Thomas C. Südhof                       | 미국 ( 독일 출신)               | 신경전달물질의 급속한 방출의 기초가 되는 분자 기구 및 조절 시스템에 관한 발견                                                                               |               |
| 2014년   |               | 모리 가즈토시 Kazutoshi Mori                              | 일본                            | 소포체에 있어서 접힌 것을 잘못 유해한 단백질을 검출하고 스트레스를 해소하기 위한 신호를 핵으로 전달하는 세포내 품질유지 시스템, 소포체 스트레스에 관한 발견 |               |
| 2014년   |               | 피터 월터 Peter Walter                                    | 미국                            | 소포체에 있어서 접힌 것을 잘못 유해한 단백질을 검출하고 스트레스를 해소하기 위한 신호를 핵으로 전달하는 세포내 품질유지 시스템, 소포체 스트레스에 관한 발견 |               |
| 2015년   |               | 스티븐 엘리지 Stephen Elledge                             | 미국                            | 모든 생물의 게놈을 보호하는 기본적 기구인 DNA 손상 반응에 관한 발견                                                                                         |               |
| 2015년   |               | 에블린 M. 윗킨 Evelyn M. Witkin                           | 미국                            | 모든 생물의 게놈을 보호하는 기본적 기구인 DNA 손상 반응에 관한 발견                                                                                         |               |
| 2016년   |               | 윌리엄 케일린 주니어 William Kaelin Jr.                   | 미국                            | 세포의 생존에 필수적 과정인 산소 이용률의 변화를 감지하고 적응하기 위한 경로 발견                                                                           |               |
| 2016년   |               | 피터 J. 랫클리프 Peter J. Ratcliffe                       | 영국                            | 세포의 생존에 필수적 과정인 산소 이용률의 변화를 감지하고 적응하기 위한 경로 발견                                                                           |               |
| 2016년   |               | 그레그 L. 서멘자 Gregg L. Semenza                         | 미국                            | 세포의 생존에 필수적 과정인 산소 이용률의 변화를 감지하고 적응하기 위한 경로 발견                                                                           |               |
| 2017년   |               | 마이클 N. 홀 Michael N. Hall                              | 미국 스위스                     | 시롤리무스 표적 단백질(TOR) 및 세포 성장의 대사 조절에 있어서 그 중심적 역할에 관한 발견                                                                    |               |
| 2018년   |               | 찰스 데이비드 앨리스 Charles David Allis                  | 미국                            | 히스톤의 화학 수식에 의한 유전자 발현으로의 영향에 관한 발견                                                                                                |               |
| 2018년   |               | 마이클 그룬스타인 Michael Grunstein                       | 미국 ( 루마니아 출신)           | 히스톤의 화학 수식에 의한 유전자 발현으로의 영향에 관한 발견                                                                                                |               |
| 2019년   |               | 맥스 데일 쿠퍼 Max Dale Cooper                            | 미국                            | 두 개의 다른 림프구, B세포와 T세포의 발견으로 획득면역의 원리 규명 및 근대 면역학의 창시                                                                    |               |
| 2019년   |               | 자크 밀러 Jacques Miller                                  | 오스트레일리아 ( 프랑스 출신)   | 두 개의 다른 림프구, B세포와 T세포의 발견으로 획득면역의 원리 규명 및 근대 면역학의 창시                                                                    |               |
| 2020년대 |               |                                                           |                                 | |               |
| 2020년   | (수상자 없음) | (수상자 없음)                                             | (수상자 없음)                   | (수상자 없음) | (수상자 없음) |
| 2021년   |               | 칼 다이세로스 Karl Deisseroth                             | 미국                            | 각각의 뇌세포를 활성화하거나 비활성화시키는 광활성 미생물 단백질 발견과 신경과학의 혁신적 신기술인 광유전학 개발                                            |               |
| 2021년   |               | 페터 헤게만 Peter Hegemann                                | 독일                            | 각각의 뇌세포를 활성화하거나 비활성화시키는 광활성 미생물 단백질 발견과 신경과학의 혁신적 신기술인 광유전학 개발                                            |               |
| 2021년   |               | 디터 외스터헬트 Dieter Oesterhelt                         | 독일                            | 각각의 뇌세포를 활성화하거나 비활성화시키는 광활성 미생물 단백질 발견과 신경과학의 혁신적 신기술인 광유전학 개발                                            |               |
| 2022년   |               | 리처드 하인스 Richard Hynes                               | 영국                            | 주요 세포부착분자인 인테그린에 관한 발견 |               |
| 2022년   |               | 에르키 루오슬라티 Erkki Ruoslahti                         | 미국 핀란드                     | 주요 세포부착분자인 인테그린에 관한 발견 |               |
| 2022년   |               | 티모시 스프링거 Timothy A. Springer                       | 미국                            | 주요 세포부착분자인 인테그린에 관한 발견 |               |
| 2023년   |               | 데미스 허사비스 Demis Hassabis                            | 미국                            | 단백질의 입체 구조를 예측하는 혁신적 기술인 AlphaFold의 발명                                                                                                |               |
| 2023년   |               | 존 점퍼 John M. Jumper                                    | 미국                            | 단백질의 입체 구조를 예측하는 혁신적 기술인 AlphaFold의 발명                                                                                                |               |

- 국적 항목에 두 개의 표시가 있는 사람은 이중 국적자를 뜻함.

## 같이 보기
- 노벨 생리학·의학상